# Państwowa Inspekcja Ochrony Wód
Państwowa Inspekcja Ochrony Wód – centralna jednostka organizacyjna Rządu istniejąca w latach 1954–1972, mająca na celu sprawowanie nadzoru i kontroli nad właściwym gospodarowaniem wodą oraz gospodarką ściekową.

## Powołanie Inspekcji
Na podstawie uchwały Prezydium Rządu z 1954 r. w sprawie Państwowej Inspekcji Ochrony Wód ustanowiono nową Inspekcję, którą powołano w ramach Ministerstwa Gospodarki Komunalnej, którą kierował Główny Inspektor Ochrony Wód.  

## Nadzór i kontrola Inspekcji
Inspekcja sprawowała  nadzór i kontrolę nad:
- racjonalnym gospodarowaniem wodą pobieraną z wodociągów komunalnych oraz z wodociągów należących do zakładów przemysłowych i innych zakładów pracy,
- utrzymywaniem przez zainteresowane zakłady w należytym stanie urządzeń służących do zaopatrywania ludności w wodę i urządzeń do oczyszczania ścieków, usuwania nieczystości i wód opadowych,
- gospodarką ściekami,
- przestrzeganiem przez zakłady przemysłowe i inne zakłady pracy odprowadzające ścieki do wód powierzchniowych i do ziemi przepisów mających na celu ochronę tych wód przed zanieczyszczeniem.

## Szczegółowy zakres nadzoru i kontroli
Nadzór i kontrola obejmowała w szczególności:
- sprawdzanie stanu i sposobu działania przemysłowych urządzeń przesyłowych, pomiarowych i odbiorczych wody oraz sposobu eksploatowania tych urządzeń,
- inspekcję wodociągów w zakresie racjonalnego i oszczędnego gospodarowania wodą przez odbiorców,
- sprawdzanie stopnia wykorzystania przez zakłady przemysłowe i inne zakłady pracy własnych ujęć i urządzeń wodociągowych dla potrzeb zakładu,
- sprawdzanie u odbiorców wody stanu konserwacji wewnętrznej instalacji wodociągowej,
- sprawdzanie w zakładach wodociągowych ilości i jakości produkowanej wody z technicznymi możliwościami tych zakładów wynikającymi z racjonalnej gospodarki wodą,
- kontrolę zgodności poboru wody z ustalonymi zasadami racjonalnego jej używania i kontyngentami na terenach, na których zostały one ustalone, oraz ujawnianie marnotrawstwa wody przez odbiorców,
- kontrolę przestrzegania, aby urządzenia do zaopatrywania ludności w wodę odpowiadały obowiązującym przepisom,
- współpracę z organami sporządzającymi operatywne bilanse wody,
- kontrolę stanu i funkcjonowania urządzeń do usuwania nieczystości i wód opadowych pod względem wymagań sanitarno-technicznych,
- kontrolę przestrzegania przez odbiorców, o których mowa w ust. 1 pkt 4, przepisów określających warunki, jakim powinny odpowiadać ścieki wpuszczane do zbiorników wód powierzchniowych i do ziemi,
- sprawdzanie stanu prawidłowego działania i pełnego wykorzystania oczyszczalni ścieków i innych urządzeń zapobiegających zanieczyszczaniu wód powierzchniowych i gruntowych ściekami,
- kontrolę przestrzegania określonych przez właściwe organy wymagań przy korzystaniu z wody i odprowadzaniu ścieków,
- kontrolę wykonania zarządzeń, wydanych przez właściwe organy.

## Uprawnienia Inspekcji
Organy Inspekcji miały prawo wstępu do zakładów wodociągowych, do zakładów przemysłowych i innych zakładów pracy pobierających wodę i odprowadzających ścieki oraz na teren urządzeń służących do odprowadzania i oczyszczania ścieków.
Dostawcy i odbiorcy wody obowiązani byli umożliwić organom Inspekcji wgląd do wszelkich materiałów związanych z gospodarką wodą oraz ułatwić dostęp do wszelkich urządzeń wodociągowych i kanalizacyjnych znajdujących się na terenie inspekcjonowanych jednostek.
W przypadku stwierdzenia w czasie inspekcji uchybień, wynikających z naruszenia obowiązujących przepisów w zakresie prawidłowości urządzeń objętych inspekcja, organ Inspekcji w celu zapobieżenia szkodliwym następstwom tych uchybień występował do kierownika inspekcjonowanej jednostki lub do władzy nadrzędnej tej jednostki o wydanie zarządzeń mających na celu usunięcie tych uchybień w określonym terminie. W przypadku ważniejszych uchybień organ Inspekcji zawiadamiał o nich również ministerstwo, któremu podlega inspekcjonowana jednostka, oraz Ministerstwo Gospodarki Komunalnej.
W przypadku stwierdzenia w czasie kontroli uchybień z zakresu nadzoru higieniczno-sanitarnego nad zaopatrzeniem w wodę do picia, dla potrzeb gospodarczych i sanitarnych oraz z zakresu ochrony sanitarnej wody i gleby przed zanieczyszczeniami organ Inspekcji musiał o tych uchybieniach powiadomić właściwy organ sanitarny. Szczegółowe zasady postępowania w tych przypadkach oraz zasady współpracy Inspekcji za stacjami sanitarno-epidemiologicznymi ustalił Minister Gospodarki Komunalnej w porozumieniu z Ministerstwem Zdrowia.
Zadania Inspekcji w terenie wykonywali wojewódzcy inspektorzy ochrony wód w wojewódzkich zarządach przedsiębiorstw i urządzeń komunalnych prezydiów wojewódzkich rad narodowych.
Przepisy uchwały nie naruszały uprawnień przysługujących innym organom administracji państwowej w zakresie spraw wodnych.

## Zniesienie Inspekcji
Na podstawie uchwały Rady Ministrów z 1972 r. w sprawie utraty mocy obowiązującej niektórych uchwał Rady Ministrów, Prezydium Rządu, Komitetu Ekonomicznego Rady Ministrów i Komitetu Ministrów do Spraw Kultury, ogłoszonych w Monitorze Polskim zniesiono Państwową Ochrony Wód.